# Криволучье (Тула)

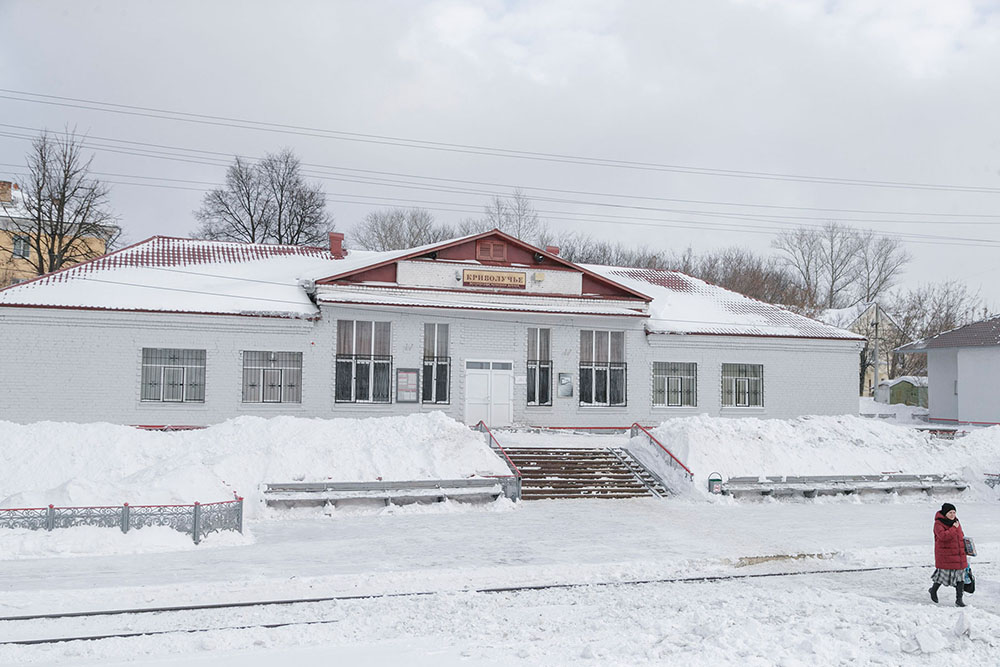
Железнодорожная станция Криволучье в Туле.

Криволучье — историческое название микрорайона, располагающегося на территории Пролетарского района города Тулы от Щегловского ручья (запад) до стадиона «Металлург» (восток) и улицы Кутузова (север) до железной дороги (юг) с одноимённой станцией.

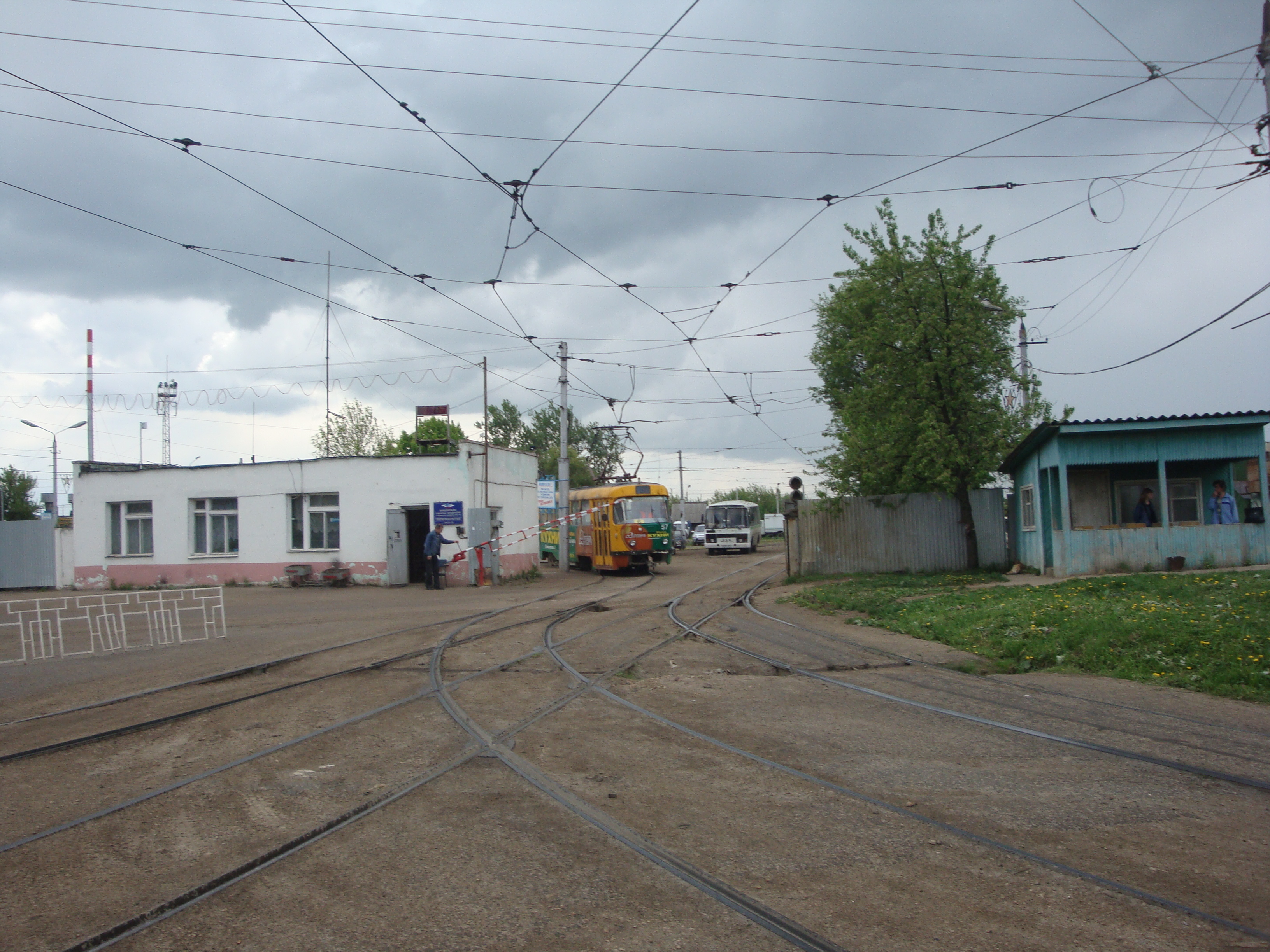
Съезды в депо «Криволучье».

## История
До начала строительства в 1931 г. НТМЗ (сейчас ОАО «Тулачермет») на месте микрорайона находилась деревня Криволучье, от которой осталась часть Нижнее Криволучье, которая располагается южнее полотна железной дороги.
Сама деревня известна с XIX века (видимо, до 1851 года) и упоминается в книге «Города и селения Тульской губернии в 1857 году», входила в состав Богородинского уезда.
13 декабра 1941 года здесь прощёл бой между 3 батальоном 1089 полка 322 дивизии и немецкими танками, в котором погибли 142 советских солдата.

## Название
Происхождение слова Криволучье связано с формой русла реки Упы на данной территории в виде «луки» (то есть изгиба). Аналогия у Пушкина А. С. «У ЛУКоморья дуб зелёный …»